# Atharvaveda

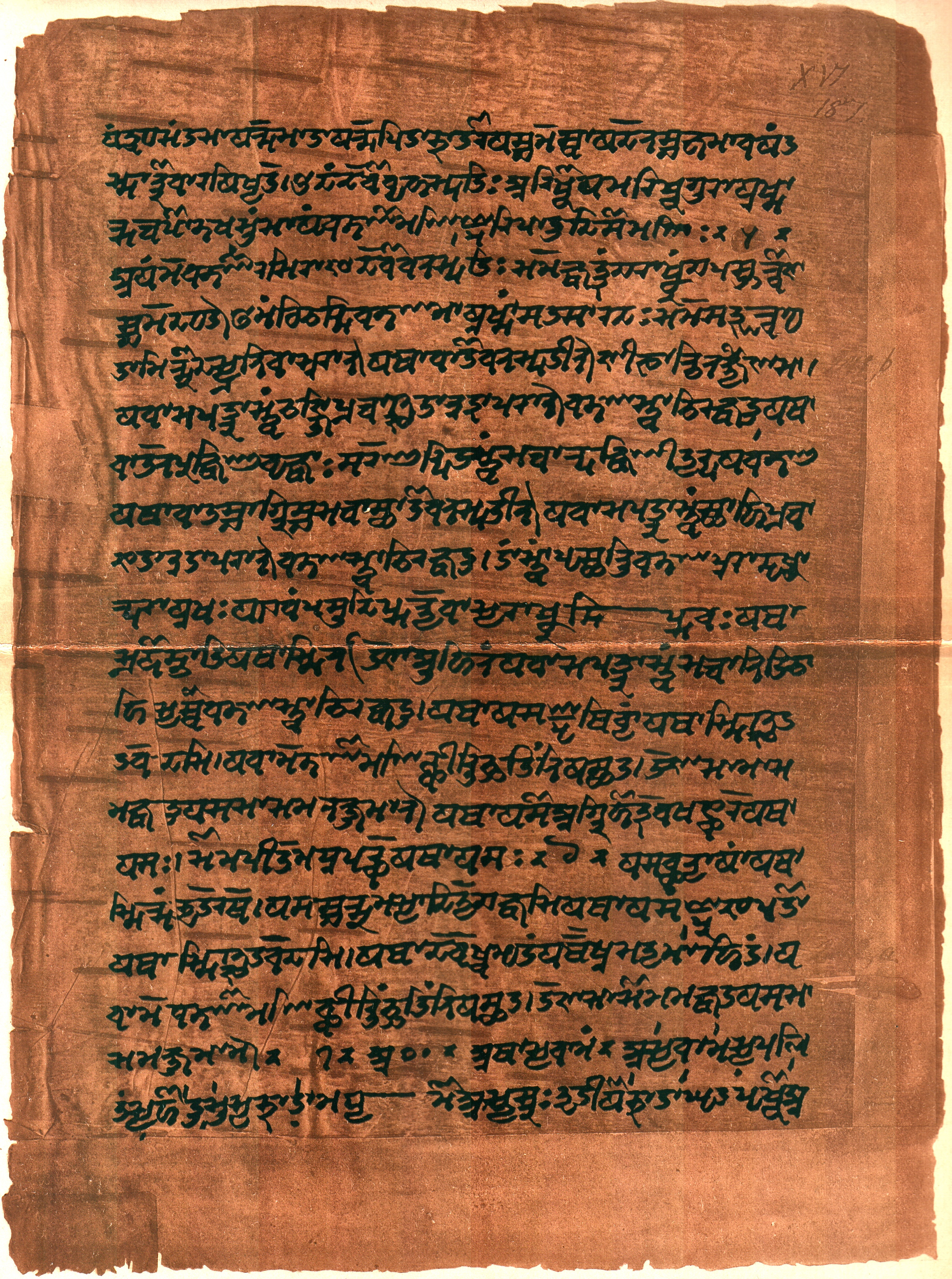
The Vedas

Atharvaveda, fornindiskt religiöst verk, "atharvernas - en mytisk prästfamiljs - veda". Atharvaveda äger inte samma höga religiösa auktoritet som Rigveda, Samaveda och Yajurveda. Liksom Rigveda är den en historisk samling, ungefär hälften så stor som den förstnämnda och till en del därmed sammanfallande, men erbjuder därjämte mycket nytt och intressant, delvis på prosa. Dess huvudinnehåll är besvärjande.
Språket i Atharvaveda utgör, vid sidan av de mantriska texterna i Yajurveda, den äldsta bevarade formen av vediska.
Atharvaveda sträcker sig i sina äldsta delar tillbaka ända till trolldomsväsendets primitiva stadium. Prästen uppträder här som den i läkekonstens hemligheter invigde medicinmannen, trollkarlen, som tillfogar fienden skada.
Till följd av sitt innehåll fick Atharvaveda  ingen plats i offerkulten. Så mycket större betydelse och utbredning fick den dock i folklivet. Från sin hemort, längst i nordväst, kanske från Kashmir, har den brett ut sig över Indiens södra delar och på traditionell väg fortplantats i flera gestalter. Enstaka delar tycks bottna i folkspråket och folkdiktningen. Inget annat arbete ur den indiska religiösa litteraturen ger en så omedelbar inblick i det indiska folkets verkliga trosliv och dess praktiska uttrycksformer.

## Några Atharvavedaforskare
- Maurice Bloomfield
- William Dwight Whitney
- Charles Rockwell Lanman
- Rudolf von Roth
- Ralph Thomas Hotchkin Griffith